# Digimon Digital Card Battle
Digimon Digital Card Battle, ou Digimon World: Digital Card Arena (デジモンワールド デジタルカードアリーナ, Dejimonwārudo Dejitaru Kādo Arīna) au Japon, est un jeu vidéo de cartes et stratégie, édité et distribué par Bandai sur console sur PlayStation. Il est initialement publié le 22 décembre 1999 au Japon, et le 5 juillet 2002 en Europe (hors monde francophone).

## Système de jeu
Digimon Digital Card Battle est totalement différent des autres jeux Digimon. Le joueur possède une main de 30 cartes composées de digimon, d'objets et de digivolutions. Les évolutions sont similaires au jeu, le joueur démarre avec un digimon de niveau disciple pour finir avec un digimon de niveau ultime (bien que les niveaux bébé, entrainement et méga soient manquants, le niveau méga est parfois considéré comme niveau ultime).
Une fois le jeu commencé, le joueur peut choisir entre trois cartes digimon : Veemon, Hawkmon et Armadillomon. Au fur et à mesure que le joueur progresse dans le jeu, les digimon gagnent en statut et peuvent accéder aux évolutions cuirassés. Le joueur peut avoir plusieurs et mêmes digimon en une seule main. Le joueur peut gagner en capacité et aider ses partenaires à améliorer leurs points (santé), ou leur puissance d'attaque.

## Accueil
| Famitsu               | 28/40  |
| GamePro               | 2,5/5  |
| GameSpot              | 5,1/10 |
| Compilations de notes |        |
| GameRankings          | 57,81% |
| Metacritic            | 51%    |

Digimon Digital Card Battle (DDCB) est accueilli d'une manière mitigée par l'ensemble de la presse spécialisée. Il obtient une moyenne de 28 sur 40 par le magazine Famitsu. Il obtient une moyenne générale de 57% par GameRankings, et de 51 % par l'agrégateur Metacritic.
Gerald Villoria de GameSpot note que le jeu « duplique le rythme et le gameplay du jeu de table » et que « sa simplicité lassera vite le plus jeune des joueurs qui le touche », le recommandant principalement à ceux et celles qui ont joué au jeu de cartes dans la vraie vie ou aux vrais fanatiques de l'anime Digimon. L'éditeur félicite l'animation en polygone des combats, mais aussi qu'il faut passer « considérablement » sur le jeu pour remporter les matchs. Electronic Gaming Monthly partage un sentiment similaire ; le jeu ne s'étend pas plus loin que dans la popularité de sa franchise, ajoutant que « si aucun digi-fan… n'existait, personne n'aurait dépensé deux digi-bits pour DDCB après y avoir passé de digi-secondes dessus. » GamePro explique qu'« on peut devenir accro au jeu après avoir maitrisé toutes ces règles confuses. »